# Ле Руа, Клод
Клод Ле Руа́ (фр. Claude Le Roy; 6 февраля 1948, Буа-Норман-пре-Лир, Франция) — французский футболист, тренер.

## Карьера
В качестве футболиста Ле Руа провел несколько сезонов во французской Лиге 1. Тренировать он начал сразу по завершении игровой карьеры, приняв свой последний клуб — «Амьен», где отработал три сезона, после чего получил приглашение возглавить «Гренобль», где провёл ещё два года. После этого последовал неудачный вояж в ОАЭ.
В 1985 году Ле Руа становится во главе Камеруна. Под его руководством «Неукротимые львы» доходят до финала Кубка африканских наций в 1986 году, проиграв его сборной Египта лишь по пенальти 5:4. Уже в следующем розыгрыше, который прошёл в Марокко в 1988, Камерун Ле Руа выигрывает золотые награды. В финале, как и 4 года назад, оказалась повержена сборная Нигерии. Матч завершился со счётом 1:0, победный гол забил Эмманюэль Кюнде.
В 1989 году Ле Руа принимает сборную Сенегала, которой помогает достичь 1/4 финала Кубка африканских наций в 1992 году, который прошёл в Сенегале. Путь в полуфинал команде Ле Руа преградил Камерун, обыгравший сенегальцев 1:0, вырвав победу лишь на 89 минуте голом Эбонге.
Покинув сборную Сенегала, Ле Руа один год возглавляет Малайзию, выведя «тигров» в 1 раунд Азиатских игр в 1994 году в Японии, а затем устраивается в штат итальянского «Милана». Спустя год становится спортивным директором французского клуба «Пари Сен-Жермен».
В 1998 году Камерун квалифицировался на чемпионат мира во Франции, и пригласил Ле Руа возглавить команду на время мундиаля. В первом мачте группы команда Ле Руа сыграла вничью со сборной Австрии 1:1, пропустив лишь в компенсированное время. Голом у Камеруна отметился Пьер Нжанка. Далее последовало «сухое» поражение от команды Италии со счётом 0:3. Последний матч камерунцы тоже свели вничью с Чили — 1:1. Последний на ЧМ-98 для Камеруна гол забил Патрик Мбома. Камерун занял последнее место в группе, и Ле Руа подал в отставку.
Период с 1999 по 2004 годы представлен работой с клубами не самого высокого уровня. Приняв на 2 года французский «Страсбур», он вывел его на 9 место в чемпионате. Далее он принял китайский клуб «Шэньси Чаньба», и за два года привёл команду к серебряным медалям чемпионата Китая. В 2004 году Ле Руа принял скромный английский клуб «Кембридж Юнайтед», где по его собственным словам «больше помогал другу(позже тренеру Эрве Ренару), но мы спасли тот клуб. Всего за восемь игр до конца они были 23-ми, мы сделали их 13-ми».
С 2004 по 2006 год Ле Руа возглавлял сборную ДР Конго, а в 2006 принял сборную Ганы. В феврале 2008 года Ле Руа поднял Гану на 14-ю позицию в рейтинге ФИФА, самую высокую позицию для Ганы до сих пор. Однако он ушёл уже в мае.
В июле 2008 года Ле Руа принял сборную Омана, которая остро нуждалась в опытном тренере после провалов на Кубке Персидского залива и Кубке Азии. Ле Руа выиграл 19-й Кубок Персидского залива, который проходил в январе 2009 года в столице Омана, городе Маскате. По ходу турнира Ле Руа продлил свой контракт на 4 года. Однако в январе 2011 года Ле Руа был уволен из сборной Омана за провал на последнем Кубке Персидского залива.
18 марта 2011 года назначен на пост главного тренера сборной Сирии. Контракт подписан на 2 года. 5 мая 2011 года расторг контракт с Сирийской футбольной ассоциацией по обоюдному согласию.

## Достижения
«Шэньси Чаньба»
- Серебряные медали Первой лиги Китая: 2003

Сборная Камеруна
- Обладатель Кубка Африканских Наций: 1988
- Финалист Кубка Африканских Наций: 1986

Сборная Омана
- Обладатель Кубка Персидского залива: 2009